# Saint-Vigor-des-Monts
Saint-Vigor-des-Monts ist eine französische Gemeinde mit 283 Einwohnern (Stand: 1. Januar 2022) im Département Manche in der Region Normandie. Sie gehört zum Arrondissement Saint-Lô und zum Kanton Condé-sur-Vire. Die Einwohner werden Saint-Vigorais genannt.

## Geografie
Saint-Vigor-des-Monts liegt etwa 22 Kilometer südlich von Saint-Lô auf der Halbinsel Cotentin. An der südöstlichen Gemeindegrenze verläuft das Flüsschen Drôme. Umgeben wird Saint-Vigor-des-Monts von den Nachbargemeinden Gouvets im Norden und Westen, Pont-Farcy im Norden und Nordosten, Sainte-Marie-Outre-l’Eau im Nordosten, Landelles-et-Coupigny im Osten und Südosten, Morigny im Süden sowie Montbray im Süden und Südwesten.

## Bevölkerungsentwicklung
| Jahr                       | 1962 | 1968 | 1975 | 1982 | 1990 | 1999 | 2006 | 2018 |
| Einwohner                  | 590  | 518  | 414  | 332  | 280  | 285  | 289  | 282  |
| Quellen: Cassini und INSEE |      |      |      |      |      |      |      |      |

## Sehenswürdigkeiten
- Kirche Saint-Vigor aus dem 14. Jahrhundert

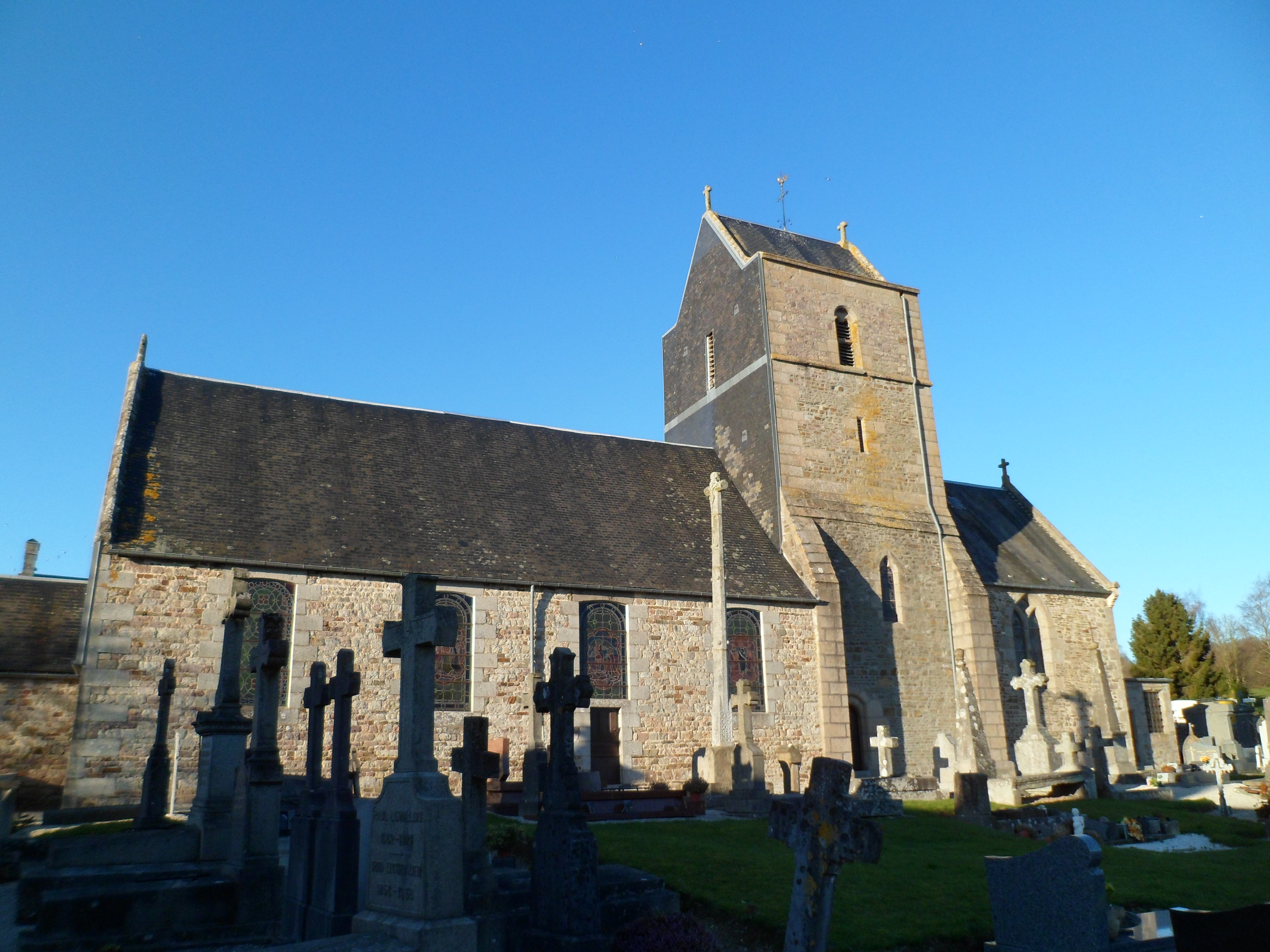
Kirche Saint-Vigor